# James Camp Tappan

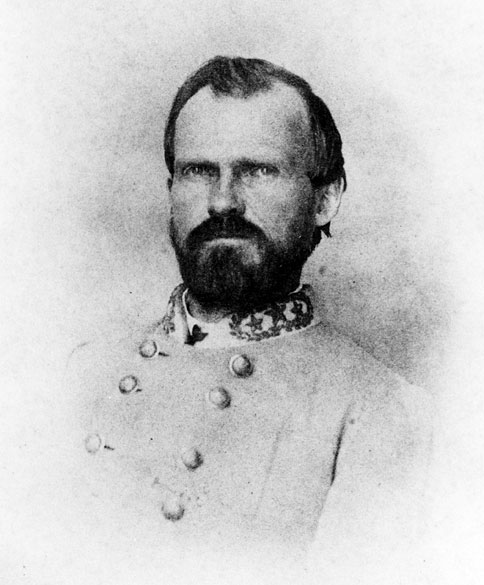
James C. Tappan

James Camp Tappan (* 9. September 1825 in Franklin, Tennessee; † 19. März 1906 in Helena, Arkansas) war ein US-amerikanischer Politiker und Brigadegeneral der Konföderierten Armee im Amerikanischen Bürgerkrieg.

## Frühes Leben
James Camp Tappan war der Sohn Benjamin Swett Tappans und dessen Frau Margaret Bell geborene Camp. Er besuchte die Phillips Exeter Academy in Exeter, New Hampshire, und machte 1845 seinen Abschluss an der Yale University. Er studierte Rechtswissenschaften in Vicksburg, Mississippi, und wurde 1846 als Rechtsanwalt zugelassen. 1848 zog er nach Helena, Arkansas, arbeitete dort als Rechtsanwalt, war als Richter am Bezirksgericht tätig und heiratete Mary Elisabeth, geborene Anderson (* 1835; † 1900). Als Mitglied der Demokratischen Partei wurde er 1850 für zwei Jahre als Abgeordneter des Repräsentantenhaus von Arkansas aus Phillips County gewählt.

## Sezessionszeit
Bei Ausbruch des amerikanischen Bürgerkriegs trat Tappan der konföderierten Armee bei. Im Mai 1861 erhielt er als Colonel das Kommando über das 13. Arkansas Infanterie Regiment. Er befehligte sein Regiment in den Schlachten von Belmont, Shiloh, Richmond und Perryville.
Am 5. November 1862 wurde Tappan zum Brigadegeneral befördert und unter das Kommando von Generalmajor Sterling Price gestellt. Er führte seine Brigade in die Schlacht bei Pleasant Hill und kämpfte 1864 im Red-River-Feldzug gegen Generalmajor Nathaniel Prentiss Banks.

## Nachkriegszeit
Nach dem Krieg kehrte Tappan nach Helena zurück und nahm seine Arbeit als Anwalt wieder auf, er war als Dekan an der Anwaltskammer von Arkansas tätig. Nach dem Wiederaufbau engagierte er sich auch wieder in der Politik. Privates Glück erfuhr das Ehepaar Tappan durch die Geburt ihrer Tochter Mary (* 1871; † 1944). 1893 wurde Tappan erneut als Abgeordneter gewählt und war von 1897 bis 1899 als 32. Speaker des Repräsentantenhauses von Arkansas tätig. Seine Partei nominierte Tappan zweimal für den Posten des Gouverneurs von Arkansas, er lehnte die Kandidatur jedoch beide Male ab.
Tappan starb am 19. März 1906 in Helena. Sein Grab befindet sich auf dem Maple Hill Friedhof.

## Sonstiges

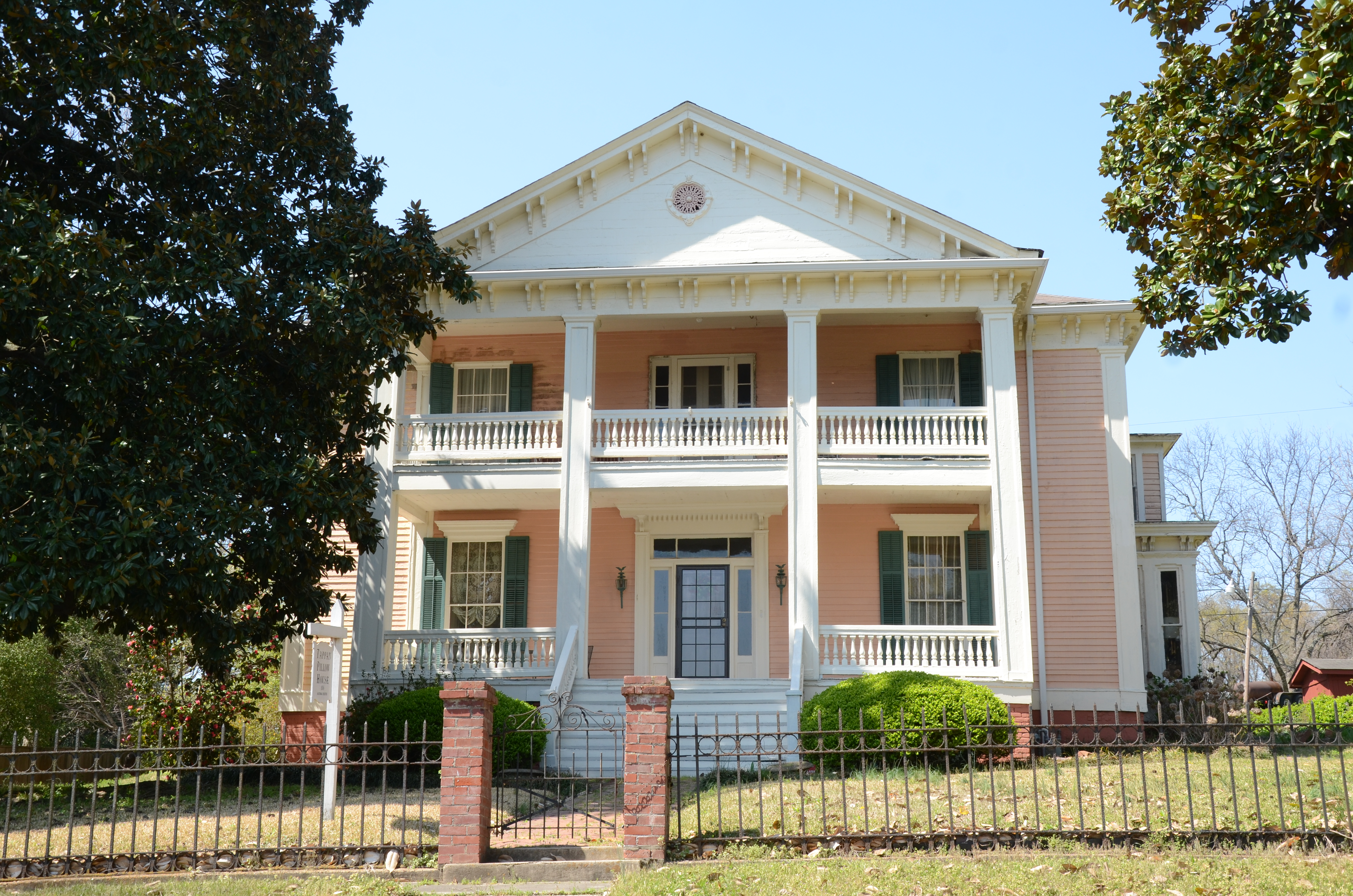
James C. Tappan House

Tappans 1858 erbautes Wohnhaus in Helena wurde 1973 in das National Register of Historic Places aufgenommen.